# パリメ
パリメ（Kpalimé、またはPalimé）は、トーゴの都市。人口は87,478人（2022年国勢調査）。トーゴ南部に位置し、高原州に属する。Kloto県の県都である。首都ロメからは125km北西に位置し、ガーナとの国境まで15kmである。約75,084人の人口があり、トーゴではロメ、ソコデ、カラに次いで4番目の都市である。
ロメとの間は道路で結ばれ、またロメから伸びるトーゴ鉄道支線の終着駅でもある。
パリメには教会の他、高校、郵便局、銀行、病院、薬局、ネットカフェ、ガソリンスタンドもある。
主産業は織物産業や周辺に広がるカカオ農園からのカカオの集散である。

## 観光

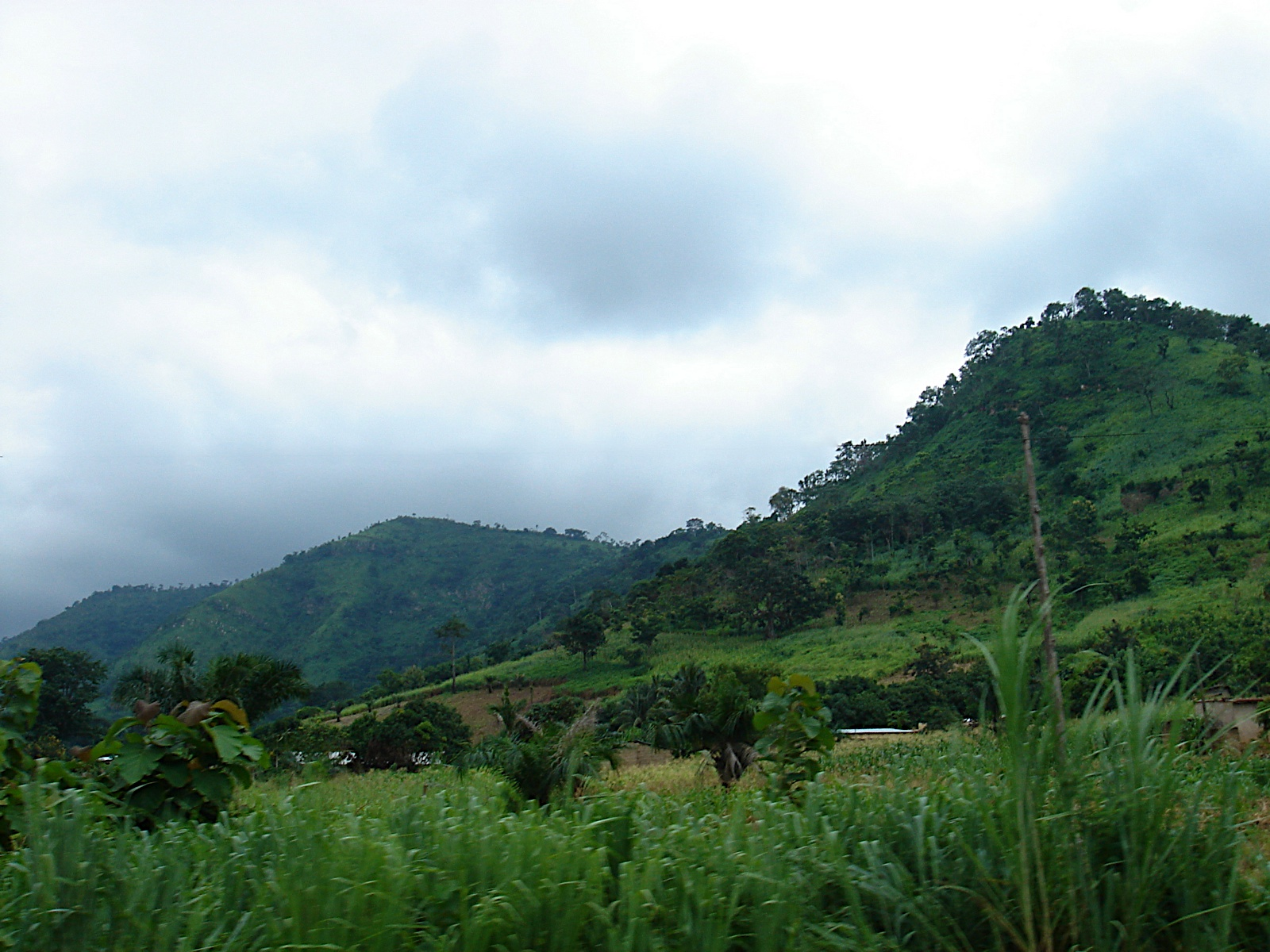
パリメ郊外の山地

パリメは自然環境や南洋気候などを中心とした観光資源も存在する。主なものとしては1913年に建てられたカトリックの教会や、美しいヴォルタ湖の遠景、それに近郊にあるトーゴ最高峰のアグー山（986m）である。
食文化としては、ヤシ酒、フーフー（茹でたヤム）、骨入りチキンスープ、ピーナッツソースなどがある。

## 言語
トーゴ南部の共通言語であるエウェ語が主要言語であるが、北部からの移住者も多く、北部のカビエ語、ウドゥム語、テム語なども広く話されている。トーゴの公用語であるフランス語は学校教育を受けたものであれば誰でも話すことが出来る。